# Teeswater (Ontario)
Pour l’article homonyme, voir Teeswater (race ovine).
Teeswater, en Ontario, est une communauté de la municipalité de South Bruce, dans le Comté de Bruce, en Ontario, as Canada. Elle est située à 12 km à l'ouest de Mildmay, à 16 km au nord de Wingham, Ontario sur la route de comté 4, et à 25 km au sud-est de Ripley sur la route 6 de Bruce. En 2011, sa population était de 1 011 habitants.

## Histoire

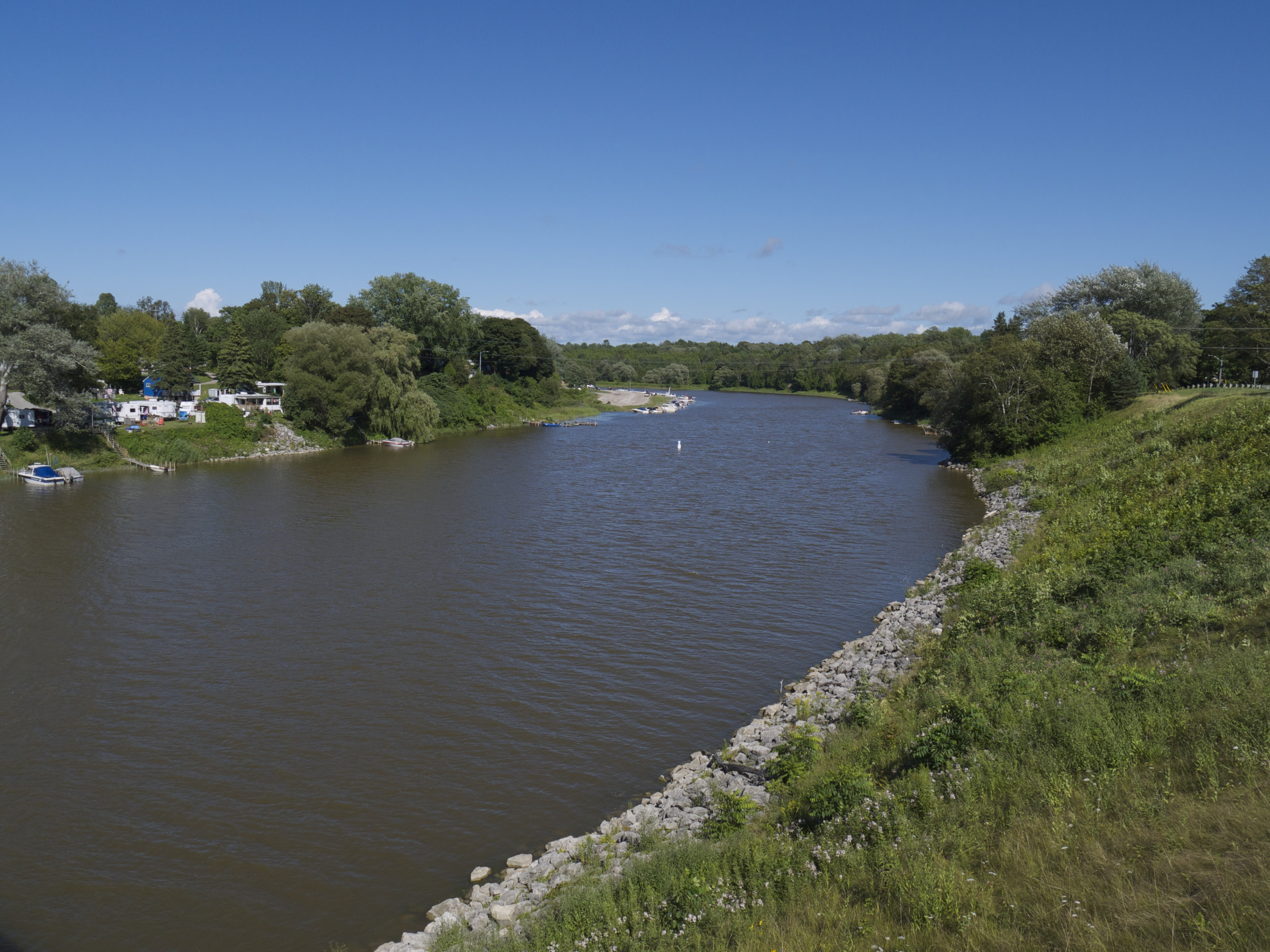
La rivière Saugeen à Southampton

Teeswater est situé sur la rivière Teeswater (en), un affluent de la rivière Saugeen (en). Les premiers colons anglais et écossais, sont arrivés en 1856. Teeswater était érigé en village dès 1875, et il est resté jusqu'en 1999, lorsque le canton de Teeswater-Culross a fusionné avec le canton de Mildmay-Carrick pour former une municipalité distincte South Bruce, Ontario (en). Teeswater est resté le centre administratif de South Bruce et la plus grande communauté de la municipalité.
Un journal hebdomadaire, The Teeswater News, a été publié de 1871 à 1996. Le bâtiment où l’hebdomadaire a été publié a été incendié, à son emplacement le parc Kinsman Memorial a été érigé, les travaux se sont terminés en octobre 2008.
À l'instar de nombreux autres villages de l’Ontario, Teeswater a nourri une tradition musicale au cours de sa croissance, soutenant d'abord un orchestre à cordes puis un orchestre de concert florissant. Il abrite le groupe primé  (established in 1961), (créé en 1961), qui présente régulièrement des concerts sur la pelouse à côté de l'hôtel de ville.

## Infrastructures

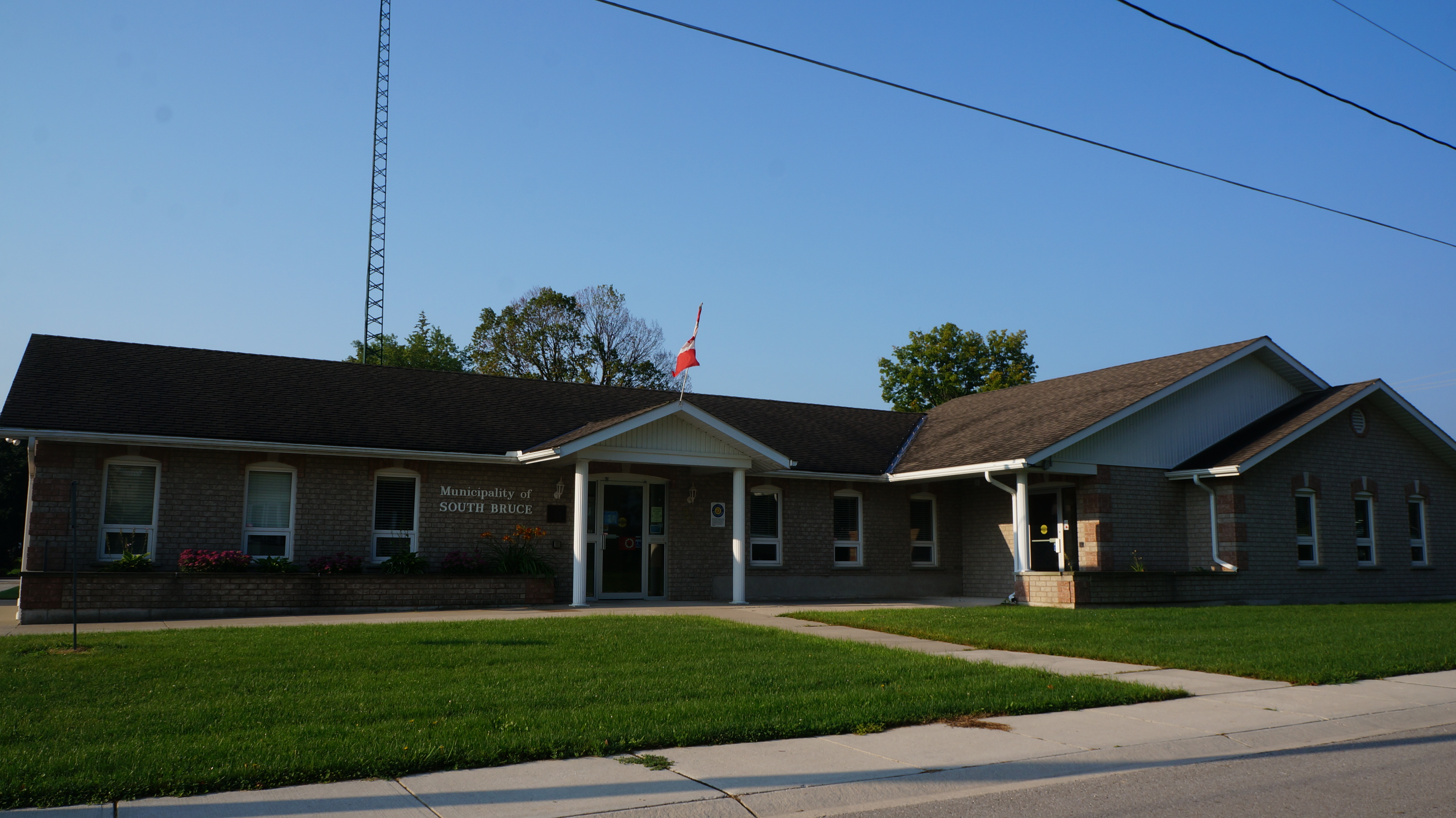
Hôtel de ville de South Bruce

### Églises
L’église presbytérienne Knox a été construite dans les années 1870 et fait maintenant partie de la congrégation de l’église presbytérienne au Canada. Une autre église de la même dénomination, l’église presbytérienne Westminster, a été complètement brûlée dans les années 1970. L'église unie de Teeswater a été construite en 1879 en tant qu'église méthodiste wesleyenne. Elle est devenue l’église méthodiste de Teeswater en 1884 et, depuis 1925, est affiliée à l’Église Unie du Canada. Église Catholique Romaine du Sacré-Cœur a été construite à la même époque que les deux églises protestantes et est situé à côté de l’école du même nom. Dans le passé, Teeswater a abrité des églises des confessions anglicane, baptiste, pentecôtiste, presbytérienne libre, méthodiste épiscopale et méthodiste wesleyenne. Maintenant, il n'y a plus que trois églises: catholique, unie et presbytérienne.

### Écoles
Le village abrite actuellement deux écoles, la Hillcrest Central Public School (conseil scolaire de district de Bluewater) et l’école catholique Sacred Heart (conseil scolaire de district catholique de Bruce-Grey), ainsi que l’école intermédiaire située à l’est de la sous-marine.

### Caserne de pompiers
La caserne de pompiers de Teeswater-Culross occupe l'ancienne station-service de British Petroleum Canada (BP). Alex Casagrande a commencé ses activités sur le site en 1954, alors qu’il s’agissait d’une station de service pour les villes. En 1959, la station-service a été détruite par un incendie. Le terrain a été acheté par M. Casagrande et un nouveau garage a été construit sous la bannière BP. En 1976, Alex Casagrande a pris sa retraite et le garage a été vendu au service d'incendie de Teeswater-Culross.

### Bibliothèque
Teeswater possède la bibliothèque publique du comté de Bruce, succursale de Teeswater. C'est une bibliothèque Carnegie .

## Industries
Après des années de croissance stagnante, Teeswater a récemment commencé à se redresser à la suite d’un important projet d’infrastructure visant à remplacer les systèmes septiques pour propriétaires occupants par un système d’égout collectif à Teeswater et à Formosa.
La population de Teeswater est restée relativement constante au cours des 100 dernières années, aux alentours de 1100 (à un moment où les petites villes et villages de la région ont vu leur population diminuer). Cela est dû à la stabilité de l'emploi dans les grandes industries telles que Bruce Power et aux nouvelles industries agricoles innovantes telles que l'élevage de chèvres.
Le nouveau projet d'infrastructure devant s'achever en 2013-2014, Teeswater envisage une reprise de la croissance dans un avenir proche et lointain.

### Moulins à grain
Teeswater fut le site de deux moulins à grains commerciaux , le moulin de Littles et le moulin à grains de Teeswater & district. Le moulin de Littles a été transformé en maison d'habitation, il se situait près de l'étang et du barrage sur la rivière, il a été désaffecté. Pendant de nombreuses années avant et après la destruction du moulin, les enfants allaient jouer au hockey sur glace sur l’étang gelé.

### Teeswater Creamery
Teeswater Creamery a été créée en 1875 et est depuis lors un fournisseur important d’emplois. Il a été géré par Thompson Brothers de 1932 à 1981, date à laquelle il a été vendu à Gay Lea Foods.

## Personnages célèbres

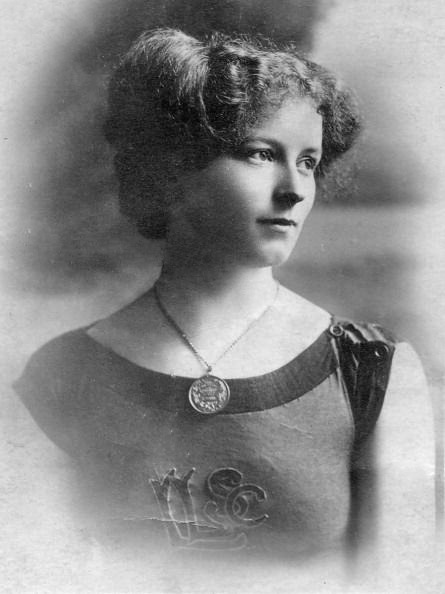
Jennie Fletcher c1905

- Jennie Fletcher (nageuse) s'est installée à Teeswater après avoir remporté l'or pour la Grande-Bretagne au relais de natation 4 x 100 lors des Jeux olympiques de 1912. À Teeswater, elle a enseigné la natation dans les étangs du moulin et était l'invitée d'honneur lorsque la communauté a ouvert sa première piscine.
- James McPhail Gillies, Progressiste-conservateur, Don Valley, Ontario (C.M., M.P.). Né à Teeswater en 1924 et ayant fréquenté les écoles primaires et secondaires de la communauté, M. Gilles est devenu doyen fondateur de la Schulich School of Business et député au cours du 30e Parlement canadien. M. Gillies fut également membre de l’Aviation royale canadienne pendant la Seconde Guerre mondiale.
- Frank Leahy (violoniste). Plus jeune personne à avoir remporté le Championnat canadien de violoneux au Canada, il a été qualifié d'innovateur, autant chez lui que comme champion de violoneux et maître de la gamme complète de sabots, de moulinets et de gabarits, comme dans d'autres genres, comme le jazz, swing, big band et classique. Il est né en 1961 à Teeswater et a commencé à jouer chez lui à l'âge de trois ans.
- Bob Worrall. L'un des principaux professeurs, arbitres et interprètes d'Amérique du Nord, Bob est né et a grandi à Teeswater. Il a remporté le Championnat professionnel nord-américain sept fois sans précédent et a remporté le titre de champion suprême de l'Ontario pendant 12 de ses 13 années de compétition professionnelle. En 1977, il a remporté les événements March et Strathspey / Reel au Northern Meeting à Inverness, en Écosse.
- Mary Riter Hamilton (peintre) est née à Teeswater en 1873. Peu de temps après sa naissance, la famille s'installa à Clearwater, au Manitoba. En 1919, elle peint les champs de bataille de la France et de la Belgique, enregistrant les séquelles de la Première Guerre mondiale. Elle est surnommée "la première artiste canadienne", bien que ce soit chronologiquement faux.